# Saison 2013-2014 de l'AS Saint-Étienne
Maillots
Chronologie
Saison précédente Saison suivante
Lors de la saison 2013-2014, l'AS Saint-Étienne participe à la Ligue 1 pour la 61e fois, à la Coupe de France pour la 80e fois, à la Coupe de la Ligue pour la 20e et pour la 1re fois à la nouvelle mouture de la Ligue Europa après 5 participations en Coupe UEFA. Le club fête également ses 80 années d'existence.

## Avant-saison

### Tableau des transferts
| Nom                       | Nationalité   | Poste     | Transfert                        | Provenance/Destination | Division      |
| ------------------------- | ------------- | --------- | -------------------------------- | ---------------------- | ------------- |
| Arrivées                  |               |           |                                  |                        |               |
| Idriss Saadi              | France        | Attaquant | Retour de prêt                   | Gazélec Ajaccio        | National      |
| Guirane N'Daw             | Sénégal       | Milieu    | Retour de prêt                   | Ipswich Town           | Championship  |
| Florentin Pogba           | France        | Défenseur | Retour de prêt                   | CS Sedan Ardennes      | CFA 2         |
| Lynel Kitambala           | France        | Attaquant | Retour de prêt                   | Dynamo Dresde          | 2. Bundesliga |
| Yoric Ravet               | France        | Attaquant | Retour de prêt                   | Angers SCO             | Ligue 2       |
| Allan Saint-Maximin       | France        | Attaquant | Premier contrat professionnel    | AS Saint-Étienne B     | CFA 2         |
| Pierre-Yves Polomat       | France        | Défenseur | Premier contrat professionnel    | AS Saint-Étienne B     | CFA 2         |
| Paul Baysse               | France        | Défenseur | Transfert (1 million d'euros)    | Stade Brestois         | Ligue 2       |
| Benjamin Corgnet          | France        | Milieu    | Transfert (3 millions d'euros)   | FC Lorient             | Ligue 1       |
| Ibrahim Sissoko           | Côte d'Ivoire | Milieu    | Prêt                             | VfL Wolfsbourg         | Bundesliga    |
| Franck Tabanou            | France        | Milieu    | Transfert (5 millions d'euros)   | Toulouse FC            | Ligue 1       |
| Baptiste Valette          | France        | Gardien   | Transfert libre                  | Montpellier HSC        | Ligue 1       |
| Yohan Mollo               | France        | Milieu    | Prêt                             | AS Nancy-Lorraine      | Ligue 2       |
| Mevlüt Erding             | Turquie       | Attaquant | Transfert (4,5 millions d'euros) | Stade rennais          | Ligue 1       |
| Départs                   |               |           |                                  |                        |               |
| Mathieu Bodmer            | France        | Milieu    | Retour de prêt                   | Paris Saint-Germain    | Ligue 1       |
| Andreas Laudrup           | Danemark      | Milieu    | Retour de prêt                   | FC Nordsjælland        | Superligaen   |
| Yohan Mollo               | France        | Milieu    | Retour de prêt                   | AS Nancy-Lorraine      | Ligue 2       |
| Pape Coulibaly            | Sénégal       | Gardien   | Fin de contrat                   |                        |               |
| Guirane N'Daw             | Sénégal       | Milieu    | Fin de contrat                   | Asteras Tripolis       | Superleague   |
| Pierre-Emerick Aubameyang | Gabon         | Attaquant | Transfert (13 millions d'euros)  | Borussia Dortmund      | Bundesliga    |
| Lynel Kitambala           | France        | Attaquant | Prêt                             | AJ Auxerre             | Ligue 2       |
| Kévin Mayi                | France        | Attaquant | Prêt                             | Chamois niortais       | Ligue 2       |
| Yoric Ravet               | France        | Attaquant | Transfert libre                  | FC Lausanne            | Super League  |
| Danijel Aleksić           | Serbie        | Attaquant | Prêt                             | AC Arles-Avignon       | Ligue 2       |
| Bănel Nicoliță            | Roumanie      | Attaquant | Prêt                             | FC Nantes              | Ligue 1       |
| Josuha Guilavogui         | France        | Milieu    | Transfert (10 millions d'euros)  | Atlético Madrid        | Liga BBVA     |

| Nom                 | Nationalité   | Poste     | Transfert                       | Provenance/Destination | Division       |
| ------------------- | ------------- | --------- | ------------------------------- | ---------------------- | -------------- |
| Arrivées            |               |           |                                 |                        |                |
| Benoît Trémoulinas  | France        | Défenseur | Prêt                            | Dynamo Kiev            | Premier-Liga   |
| Josuha Guilavogui   | France        | Milieu    | Prêt                            | Atlético Madrid        | Liga BBVA      |
| Kurt Zouma          | France        | Défenseur | Prêt                            | Chelsea                | Premier League |
| Départs             |               |           |                                 |                        |                |
| Idriss Saadi        | France        | Attaquant | Transfert                       | Clermont Foot 63       | Ligue 2        |
| Ibrahim Sissoko     | Côte d'Ivoire | Milieu    | Retour de prêt                  | VfL Wolfsbourg         | Bundesliga     |
| Pierre-Yves Polomat | France        | Défenseur | Prêt                            | LB Châteauroux         | Ligue 2        |
| Faouzi Ghoulam      | Algérie       | Défenseur | Transfert (5 millions d'euros)  | SSC Naples             | Serie A        |
| Kurt Zouma          | France        | Défenseur | Transfert (15 millions d'euros) | Chelsea                | Premier League |

## Compétitions

### Championnat
La Ligue 1 2013-2014 est la soixante-quinzième édition du championnat de France de football et la douzième sous l'appellation « Ligue 1 ». La division oppose vingt clubs en une série de trente-huit rencontres. Les meilleurs de ce championnat se qualifient pour les coupes d'Europe que sont la Ligue des champions (le podium) et la Ligue Europa (le quatrième et les vainqueurs des coupes nationales). L'ASSE participe à cette compétition pour la soixante-et-unième fois de son histoire.
Les relégués de la saison précédente, l'AS Nancy-Lorraine, l'ESTAC Troyes et le Stade brestois 29, sont remplacés par l'AS Monaco, champion de Ligue 2 en 2012-2013 après deux ans d'absence, l'EA Guingamp, 10 ans après sa dernière participation au plus haut niveau national, et le FC Nantes, relégué en Ligue 2 lors de la saison 2006-2007.
| Date-heure                        | No. | Adversaire             | Lieu | Résultat | Buteurs pour l'ASSE                                                | Buteurs adverses                                  | Classement   | Affluence | Diffuseur           |
| Dimanche 11 août 2013 17h00       | 1   | AC Ajaccio             | Ext. | 0 - 1    | Brandão 34e                                                        | -                                                 | 7e           | 7 944     | Canal+ Sport        |
| Samedi 17 août 2013 20h00         | 2   | EA Guingamp            | Dom. | 1 - 0    | Fabien Lemoine 52e                                                 | -                                                 | 4e           | 26 481    | beIN Sport          |
| Dimanche 25 août 2013 14h00       | 3   | LOSC Lille             | Ext. | 1 - 0    | -                                                                  | Salomon Kalou 37e (pen.)                          | 7e           | 35 866    | beIN Sport          |
| Dimanche 1er septembre 2013 14h00 | 4   | Girondins de Bordeaux  | Dom. | 2 - 1    | Romain Hamouma 7e · Loïc Perrin 50e                                | Ludovic Obraniak 90e                              | 3e           | 26 091    | beIN Sport          |
| Samedi 14 septembre 2013 20h00    | 5   | Valenciennes FC        | Ext. | 1 - 3    | Benjamin Corgnet 17e 53e · Romain Hamouma 47e                      | Maor Melikson 80e (pen.)                          | 2e           | 13 549    | beIN Sport          |
| Vendredi 20 septembre 2013 20h30  | 6   | Toulouse FC            | Dom. | 1 - 2    | Romain Hamouma 18e                                                 | Martin Braithwaite 63e · Issiaga Sylla 75e        | 3e           | 26 527    | beIN Sport          |
| Mardi 24 septembre 2013 21h00     | 7   | Olympique de Marseille | Ext. | 2 - 1    | Faouzi Ghoulam 32e (pen.)                                          | Benjamin Mendy 22e · Giannelli Imbula 26e         | 6e           | 36 073    | Canal+              |
| Samedi 28 septembre 2013 20h00    | 8   | SC Bastia              | Dom. | 2 - 2    | Franck Tabanou 27e · Ismaël Diomandé 57e                           | Gianni Bruno 85e · François Modesto 90+4e         | 7e           | 31 952    | beIN Sport          |
| Samedi 5 octobre 2013 17h00       | 9   | AS Monaco              | Ext. | 2 - 1    | Romain Hamouma 49e                                                 | Yannick Ferreira Carrasco 15e · Lucas Ocampos 87e | 7e           | 11 773    | Canal+              |
| Dimanche 20 octobre 2013 17h00    | 10  | FC Lorient             | Dom. | 3 - 2    | François Clerc 7e · Benjamin Corgnet 14e · Max Gradel 72e          | Yann Jouffre 38e · Vincent Aboubakar 86e          | 7e           | 31 359    | beIN Sport          |
| Dimanche 27 octobre 2013 21h00    | 11  | Paris Saint-Germain    | Dom. | 2 - 2    | Benjamin Corgnet 18e · Romain Hamouma 51e                          | Edinson Cavani 68e · Blaise Matuidi 90+3e         | 7e           | 32 807    | Canal+              |
| Samedi 2 novembre 2013 20h00      | 12  | FC Sochaux-Montbéliard | Ext. | 0 - 0    | -                                                                  | -                                                 | 7e           | 12 122    | beIN Sport          |
| Dimanche 10 novembre 2013 21h00   | 13  | Olympique lyonnais     | Dom. | 1 - 2    | Romain Hamouma 65e                                                 | Alexandre Lacazette 48e · Jimmy Briand 90+3e      | 9e           | 37 587    | Canal+              |
| Dimanche 24 novembre 2013 17h00   | 14  | OGC Nice               | Ext. | 0 - 1    | Mevlüt Erding 23e                                                  | -                                                 | 6e           | 27 360    | beIN Sport          |
| Samedi 30 novembre 2013 15h00     | 15  | Stade de Reims         | Dom. | 4 - 0    | Moustapha Bayal Sall 62e · Loïc Perrin 76e 78e · Mevlüt Erding 87e | -                                                 | 5e           | 23 838    | beIN Sport          |
| Mercredi 4 décembre 2013 19h00    | 16  | Stade rennais          | Ext. | 3 - 1    | Mevlüt Erding 90+3e                                                | Silvio Romero 33e 68e · Romain Alessandrini 55e   | 6e           | 17 139    | beIN Sport          |
| Vendredi 13 décembre 2013 20h30   | 18  | Montpellier HSC        | Ext. | 0 - 1    | Max Gradel 75e                                                     | -                                                 | 6e(-1 match) | 13 285    | beIN Sport          |
| Samedi 21 décembre 2013 17h00     | 19  | FC Nantes              | Dom. | 2 - 0    | Benjamin Corgnet 24e · Mevlüt Erding 83e (pen.)                    | -                                                 | 5e(-1 match) | 33 704    | Canal+              |
| Mercredi 8 janvier 2014 20h45     | 17  | Évian Thonon Gaillard  | Dom. | 1 - 0    | Romain Hamouma 22e                                                 | -                                                 | 4e           | 27 327    | beIN Sports         |
| Samedi 11 janvier 2014 20h00      | 20  | EA Guingamp            | Ext. | 0 - 0    | -                                                                  | -                                                 | 4e           | 13 539    | beIN Sports         |
| Vendredi 17 janvier 2014 20h30    | 21  | LOSC Lille             | Dom. | 2 - 0    | Brandão 55e · Franck Tabanou 61e                                   | -                                                 | 4e           | 26 887    | beIN Sports         |
| Dimanche 26 janvier 2014 17h00    | 22  | Girondins de Bordeaux  | Ext. | 2 - 0    | -                                                                  | Abdou Traoré 41e · Henrique 51e                   | 4e           | 19 824    | beIN Sports         |
| Samedi 1er février 2014 20h00     | 23  | Valenciennes FC        | Dom. | 3 - 0    | Renaud Cohade 45+1e · Benjamin Corgnet 55e · Yohan Mollo 87e       | -                                                 | 4e           | 19 839    | beIN Sports         |
| Vendredi 7 février 2014 20h30     | 24  | Toulouse FC            | Ext. | 0 - 0    | -                                                                  | -                                                 | 4e           | 12 123    | beIN Sports         |
| Dimanche 16 février 2014 21h00    | 25  | Olympique de Marseille | Dom. | 1 - 1    | Brandão 90+2e ·                                                    | Nicolas Nkoulou 64e ·                             | 4e           | 32 024    | Canal+              |
| Samedi 22 février 2014 20h00      | 26  | SC Bastia              | Ext. | 0 - 2    | Brandão 33e · Fethi Harek 90e (csc) ·                              | -                                                 | 4e           | 13 515    | beIN Sports         |
| Samedi 1er mars 2014 17h00        | 27  | AS Monaco              | Dom. | 2 - 0    | Fabien Lemoine 17e · Romain Hamouma 67e ·                          | -                                                 | 4e           | 34 034    | Canal+              |
| Dimanche 9 mars 2014 17h00        | 28  | FC Lorient             | Ext. | 1 - 0    | -                                                                  | Jérémie Aliadière 90e (pen.) ·                    | 4e           | 15 839    | beIN Sports         |
| Dimanche 16 mars 2014 21h00       | 29  | Paris Saint-Germain    | Ext. | 2 - 0    | -                                                                  | Zlatan Ibrahimović 14e 41e ·                      | 4e           | 45 614    | Canal+              |
| Dimanche 23 mars 2014 14h00       | 30  | FC Sochaux-Montbéliard | Dom. | 3 - 1    | Mevlüt Erding 46e 89e · Franck Tabanou 51e ·                       | Edouard Butin 66e ·                               | 4e           | 32 688    | beIN Sports         |
| Dimanche 30 mars 2014 21h00       | 31  | Olympique lyonnais     | Ext. | 1 - 2    | Mevlüt Erding 28e · Max-Alain Gradel 74e ·                         | Alexandre Lacazette 39e ·                         | 4e           | 36 822    | Canal+              |
| Dimanche 6 avril 2014 14h00       | 32  | OGC Nice               | Dom. | 1 - 1    | Max-Alain Gradel 91e                                               | Mathieu Bodmer 57e                                | 4e           | 31 010    | beIN Sports         |
| Dimanche 13 avril 2014 17h00      | 33  | Stade de Reims         | Ext. | 2 - 2    | Gaëtan Charbonnier 24e · Franck Signorino 50e                      | Brandao 51e · François Clerc 91e                  | 4e           | 19 151    | beIN Sports         |
| Vendredi 18 avril 2014 20h30      | 34  | Stade rennais          | Dom. | 0 - 0    | -                                                                  | -                                                 | 4e           | 31 137    | beIN Sports         |
| Samedi 26 avril 2014 20h00        | 35  | Évian Thonon Gaillard  | Ext. | 1 - 2    | Daniel Wass 54e                                                    | Benjamin Corgnet 7e · Loïc Perrin 15e             | 4e           | 14 771    | beIN Sports         |
| Dimanche 4 mai 2014 14h00         | 36  | Montpellier HSC        | Dom. | 2 - 0    | Romain Hamouma 47e · Mevlüt Erding 57e                             | -                                                 | 4e           | 34 659    | beIN Sports         |
| Samedi 10 mai 2014 21h00          | 37  | FC Nantes              | Ext. | 1 - 3    | Serge Gakpe 81e                                                    | Mevlüt Erding 10e 45+2e · Max-Alain Gradel 23e    | 4e           | 36 609    | beIN Sports, Canal+ |
| Samedi 17 mai 2014 21h00          | 38  | AC Ajaccio             | Dom. | 3 - 1    | Loïc Perrin 19e 77e · Mevlüt Erding 35e                            | Issa Baradji 90+2e                                | 4e           | 37 201    | beIN Sports, Canal+ |

#### Classement et statistiques
Les Stéphanois sont actuellement à la quatrième place avec 19 victoires, 9 matchs nuls et 9 défaites. Une victoire rapportant trois points et un match nul un point, l'ASSE totalise 66 points soit vingt de moins que le leader, le Paris Saint-Germain. Les Stéphanois possèdent la quatrième attaque du championnat avec 53 buts marqués, et la quatrième défense avec 33 buts encaissés. Saint-Étienne est la quatrième formation à domicile (38 points) et la troisième à l'extérieur (28 points).
Extrait du classement de Ligue 1 2013-2014
| Rang | Équipe              | Pts | J  | G  | N  | P  | Bp | Bc | Diff |
| --- | ------------------- | --- | -- | -- | -- | -- | -- | -- | ---- |
| 1 | Paris Saint-Germain | 86  | 37 | 26 | 8  | 3  | 80 | 23 | +57  |
| 2 | AS Monaco FC        | 79  | 37 | 23 | 10 | 4  | 62 | 30 | +32  |
| 3 | LOSC Lille          | 68  | 37 | 19 | 11 | 7  | 42 | 25 | +17  |
| 4 | AS Saint-Étienne    | 66  | 37 | 19 | 9  | 9  | 53 | 33 | +20  |
| 5 | Olympique Lyonnais  | 58  | 37 | 16 | 10 | 11 | 55 | 44 | +11  |
| - Phase de groupes de la Ligue des champions 2014-2015 - Barrages de la Ligue des champions 2014-2015 - Barrages de la Ligue Europa 2014-2015 |                     |     |    |    |    |    |    |    |      |

### Coupe de France
La coupe de France 2013-2014 est la 96e édition de la coupe de France, une compétition à élimination directe mettant aux prises tous les clubs de football amateurs et professionnels à travers la France métropolitaine et les DOM-TOM. Elle est organisée par la FFF et ses ligues régionales.
| Date                        | Tour                       | Adversaire      | Lieu | Résultat       | Buteurs pour l'ASSE                                                                                          | Buteurs adverses | Affluence | Diffuseur |
| Mardi 14 janvier 2014 18h30 | Trente-deuxièmes de finale | AS Cannes (CFA) | Ext. | 1 - 1 4 - 3tab | Brandão 20e · Renaud Cohade · Florentin Pogba · Faouzi Ghoulam · Max Gradel · Fabien Lemoine · Mevlüt Erding | Mickaël Darnet 69e · Gauthier Denis · Belkacem Zobiri · Stéphane Chmielinski · Mickaël Cerielo · Thomas Lenzini · Lucas Rouabah | 10 000    | Eurosport |

### Coupe de la Ligue
La Coupe de la Ligue 2013-2014 est la 20e édition de la Coupe de la Ligue, compétition à élimination directe organisée par la Ligue de football professionnel (LFP) depuis 1994, qui rassemble uniquement les clubs professionnels de Ligue 1, Ligue 2 et les clubs pros de National. Depuis 2009, la LFP a instauré un nouveau format de coupe plus avantageux pour les équipes qualifiées pour une coupe d'Europe. Les verts sont cette année tenants du titre et entrent en huitièmes de finale.
| Date et horaire                 | Tour                | Adversaire                                     | Lieu                                           | Résultat                                       | Buteurs pour l'ASSE                            | Buteurs adverses                               | Affluence                                      | Diffuseur                                      |
| Mercredi 30 octobre 2013        | 3e tour             | Qualifiés d'office en tant que tenant du titre | Qualifiés d'office en tant que tenant du titre | Qualifiés d'office en tant que tenant du titre | Qualifiés d'office en tant que tenant du titre | Qualifiés d'office en tant que tenant du titre | Qualifiés d'office en tant que tenant du titre | Qualifiés d'office en tant que tenant du titre |
| Mercredi 18 décembre 2013 20h55 | Huitièmes de finale | Paris Saint-Germain (Ligue 1)                  | Ext.                                           | 2 - 1ap                                        | Mevlüt Erding 78e                              | Edinson Cavani 24e 117e                        | 45 608                                         | France 3                                       |

### Ligue Europa
La Ligue Europa 2013-2014 est la quarante-troisième édition de la Ligue Europa. Elle est divisée en deux phases, une phase de groupes, qui consiste en douze mini-championnats de quatre équipes par groupe, les deux premiers poursuivant la compétition. Puis une phase finale, décomposée en seizièmes de finale, huitièmes de finale, quarts de finale, demi-finales et une finale qui se joue sur terrain neutre. En cas d'égalité, lors de la phase finale, la règle des buts marqués à l'extérieur s'applique puis le match retour est augmenté d'une prolongation et d'une séance de tirs au but s'il le faut. Les équipes sont qualifiées en fonction de leurs bons résultats en championnat lors de la saison précédente et le tenant du titre est Chelsea, formation anglaise vainqueur du Benfica Lisbonne deux buts à un à l'Amsterdam ArenA d'Amsterdam.

#### Phase de qualification
| Date                      | Tour                  | Adversaire    | Lieu | Résultat | Buteurs pour l'ASSE                                       | Buteurs adverses                                                        | Affluence | Diffuseur   |
| Jeudi 1er août 2013 20h30 | Troisième tour aller  | Milsami Orhei | Dom. | 3 - 0    | Brandão 3e 82e · Renaud Cohade 21e                        | -                                                                       | 25 000    | beIN Sport  |
| Jeudi 8 août 2013 19h00   | Troisième tour retour | Milsami Orhei | Ext. | 0 - 3    | Brandão 29e · Romain Hamouma 39e · Bănel Nicoliță 69e     | -                                                                       | 3 027     | Non diffusé |
| Jeudi 22 août 2013 19h00  | Barrages aller        | Esbjerg fB    | Ext. | 4 - 3    | Franck Tabanou 22e · Romain Hamouma 42e · Loïc Perrin 70e | Peter Ankersen 26e 80e · Mick van Buren 64e · Hans Henrik Andreasen 75e | 11 478    | L'Équipe 21 |
| Jeudi 29 août 2013 19h00  | Barrages retour       | Esbjerg fB    | Dom. | 0 - 1    | Moustapha Bayal Sall 73e (csc)                            | -                                                                       | 24 321    | beIN Sport  |

#### Coefficient UEFA
De par ses résultats dans cette Ligue Europa, l'ASSE acquiert des points pour son coefficient UEFA, utilisé lors des tirages au sort des compétitions de l'UEFA.
| Rang 2014 | Rang 2013 | Évolution | Club             | 2009-2010 | 2010-2011 | 2011-2012 | 2012-2013 | 2013-2014 | Coefficient |
| --------- | --------- | --------- | ---------------- | --------- | --------- | --------- | --------- | --------- | ----------- |
| 1         | 1         | =         | FC Barcelone     | 30,586    | 36,642    | 34,171    | 27,542    | 20,743    | 149,685     |
| 2         | 2         | =         | Bayern Munich    | 30,616    | 24,133    | 33,050    | 36,585    | 21,514    | 145,899     |
| 3         | 4         | +1        | Real Madrid      | 22,586    | 33,642    | 36,171    | 29,542    | 22,743    | 144,685     |
|           |           |           |                  |           |           |           |           |           |             |
| 141       | 151       | +10       | Sturm Graz       | 4,875     | 2,375     | 3,425     | 0,450     | 1,860     | 12,985      |
| 142       | 148       | +6        | OGC Nice         | 3,000     | 2,150     | 2,100     | 2,350     | 2,767     | 12,366      |
| 143       | 78        | -65       | AS Saint-Étienne | 3,000     | 2,150     | 2,100     | 2,350     | 2,767     | 12,366      |
| 144       | 139       | -5        | EA Guingamp      | 4,500     | 2,150     | 2,100     | 2,350     | 1,267     | 12,366      |
| 145       | 248       | +103      | Esbjerg fB       | 0,880     | 1,340     | 0,620     | 0,660     | 8,720     | 12,220      |

### Matchs officiels de la saison
Le tableau ci-dessous retrace dans l'ordre chronologique les rencontres officielles jouées par l'ASSE durant la saison. Le club stéphanois participe aux 38 journées du championnat ainsi qu'à un tour de Coupe de France, une rencontre en Coupe de la Ligue et quatre matchs sur le plan européen, via la Ligue Europa. Les buteurs sont accompagnés d'une indication entre parenthèses sur la minute de jeu où est marqué le but et, pour certaines réalisations, sur sa nature (penalty ou contre son camp).
Le bilan général de la saison en championnat est de 20 victoires, 9 matchs nuls et 9 défaites.

## Statistiques

### Statistiques collectives
| Compétition       | Débute au tour | Termine        | Matches joués | Gagnés | Nuls | Perdus | Buts pour | Buts contre | Différence |
| ----------------- | -------------- | -------------- | ------------- | ------ | ---- | ------ | --------- | ----------- | ---------- |
| Ligue 1           | -              | -              | 38            | 20     | 9    | 9      | 56        | 34          | +22        |
| Coupe de France   | 1/32 de finale | 1/32 de finale | 1             | 0      | 1    | 0      | 1         | 1           | 0          |
| Coupe de la Ligue | 1/8 de finale  | 1/8 de finale  | 1             | 0      | 0    | 1      | 1         | 2           | -1         |
| Ligue Europa      | Troisième tour | Barrages       | 4             | 2      | 0    | 2      | 9         | 5           | +4         |
| Total             | -              | -              | 44            | 22     | 10   | 12     | 67        | 42          | +25        |

### Statistiques individuelles

#### Statistiques buteurs
| Place | Nom                  | Ligue 1 | Coupe de France | Coupe de la Ligue | Ligue Europa | TOTAL des BUTS |
| 1     | Mevlüt Erding        | 11 buts | -               | 1 but             | -            | 12 buts        |
| 2     | Romain Hamouma       | 9 buts  | -               | -                 | 2 buts       | 11 buts        |
| 3     | Brandão              | 5 buts  | 1 but           | -                 | 3 buts       | 9 buts         |
| 4     | Benjamin Corgnet     | 7 buts  | -               | -                 | -            | 7 buts         |
| 4     | Loïc Perrin          | 6 buts  | -               | -                 | 1 but        | 7 buts         |
| 6     | Max-Alain Gradel     | 5 buts  | -               | -                 | -            | 5 buts         |
| 7     | Franck Tabanou       | 3 buts  | -               | -                 | 1 but        | 4 buts         |
| 8     | Renaud Cohade        | 1 but   | -               | -                 | 1 but        | 2 buts         |
| 8     | François Clerc       | 2 but   | -               | -                 | -            | 2 but          |
| 8     | Fabien Lemoine       | 2 but   | -               | -                 | -            | 2 but          |
| 11    | Bănel Nicoliță       | -       | -               | -                 | 1 but        | 1 but          |
| 11    | Ismaël Diomandé      | 1 but   | -               | -                 | -            | 1 but          |
| 11    | Yohan Mollo          | 1 but   | -               | -                 | -            | 1 but          |
| 11    | Faouzi Ghoulam       | 1 but   | -               | -                 | -            | 1 but          |
| 11    | Moustapha Bayal Sall | 1 but   | -               | -                 | -            | 1 but          |
| #     | contre son camp      | 1 but   | -               | -                 | -            | 1 but          |
| Total | 15 buteurs           | 56 buts | 1 but           | 1 but             | 9 buts       | 67 buts        |

Date de mise à jour : le 20 mai 2014.

#### Statistiques passeurs
| Place | Nom                  | Ligue 1   | Coupe de France | Coupe de la Ligue | Ligue Europa | TOTAL des PASSES |
| 1     | Franck Tabanou       | -         | -               | -                 | 5 passes     | 5 passes         |
| 1     | Max-Alain Gradel     | 5 passes  | -               | -                 | -            | 5 passes         |
| 3     | Faouzi Ghoulam       | 4 passes  | -               | -                 | -            | 4 passes         |
| 3     | Romain Hamouma       | 4 passes  | -               | -                 | -            | 4 passes         |
| 3     | Brandão              | 3 passes  | -               | -                 | 1 passe      | 4 passes         |
| 6     | François Clerc       | 1 passe   | -               | 1 passe           | 1 passe      | 3 passes         |
| 6     | Yohan Mollo          | 3 passes  | -               | -                 | -            | 3 passes         |
| 8     | Bănel Nicoliță       | 1 passe   | -               | -                 | -            | 1 passe          |
| 8     | Mevlüt Erding        | 1 passe   | -               | -                 | -            | 1 passe          |
| 8     | Benjamin Corgnet     | 1 passe   | -               | -                 | -            | 1 passe          |
| 8     | Renaud Cohade        | 1 passe   | -               | -                 | -            | 1 passe          |
| 8     | Loïc Perrin          | 1 passe   | -               | -                 | -            | 1 passe          |
| 8     | Moustapha Bayal Sall | 1 passe   | -               | -                 | -            | 1 passe          |
| 8     | Fabien Lemoine       | 1 passe   | -               | -                 | -            | 1 passe          |
| Total | 14 passeurs          | 27 passes | -               | 1 passe           | 7 passes     | 35 passes        |

Date de mise à jour : le 8 juillet 2014.

### Joueurs prêtés
| Nat. | Nom                 | Club en prêt     | Compétition | Championnat | Championnat | Championnat | Championnat  | Coupe nationale | Coupe nationale | Coupe nationale | Coupe nationale | Total | Total | Total  | Total        |
| Nat. | Nom                 | Club en prêt     | Compétition | MJ          | B           | Averti      | Carton rouge | MJ              | B               | Averti          | Carton rouge    | MJ    | B     | Averti | Carton rouge |
| ---- | ------------------- | ---------------- | ----------- | ----------- | ----------- | ----------- | ------------ | --------------- | --------------- | --------------- | --------------- | ----- | ----- | ------ | ------------ |
|      | Danijel Aleksić     | AC Arles-Avignon | Ligue 2     | 1           | 0           | 0           | 0            | 0               | 0               | 0               | 0               | 1     | 0     | 0      | 0            |
|      | Lynel Kitambala     | AJ Auxerre       | Ligue 2     | 29          | 2           | 2           | 0            | 6               | 2               | 0               | 0               | 35    | 4     | 2      | 0            |
|      | Kévin Mayi          | Chamois niortais | Ligue 2     | 23          | 3           | 1           | 0            | 4               | 1               | 1               | 0               | 27    | 4     | 2      | 0            |
|      | Bănel Nicoliță      | FC Nantes        | Ligue 1     | 17          | 1           | 5           | 0            | 3               | 0               | 0               | 0               | 20    | 1     | 5      | 0            |
|      | Pierre-Yves Polomat | LB Châteauroux   | Ligue 2     | 3           | 0           | 0           | 0            | 0               | 0               | 0               | 0               | 1     | 0     | 0      | 0            |

Date de mise à jour : le 04 août 2014.

### Récompenses et distinctions
Au cours de la saison 2013-2014, l'Union nationale des footballeurs professionnels (UNFP) récompense chaque mois le meilleur joueur du championnat de France. Après une sélection de trois joueurs choisis par les médias sportifs, le public élit le joueur du mois avec des votes par SMS ou par Internet. En date du 6 février 2014, aucun joueur stéphanois n'a été élu joueur du mois.

### Joueurs en sélection nationale

#### Équipe de France
Parmi 19 joueurs français, un seul Stéphanois est sélectionné en équipe de France cette saison : Josuha Guilavogui.
Même s'ils n'ont que très peu joué (aucune sélection pour le premier et une seule pour le second), Loïc Perrin et Stéphane Ruffier sont les deux Stéphanois pour l'Équipe de France à la Coupe du monde 2014. Ils font partie des sept réservistes sur la liste de 30 de Didier Deschamps, le sélectionneur français. Mais à la suite de la blessure de Steve Mandanda lors de la 38e et dernière journée de Ligue 1, Stéphane Ruffier le remplace et fera donc partie des 23 joueurs qui iront au Brésil.
| Joueurs           | Position | Adversaire | Temps de jeu |
| Josuha Guilavogui | Milieu   |            | 90           |
| Stéphane Ruffier  | Gardien  |            | 90           |

#### Sélections étrangères
| Nom             | Coupe du monde | Coupe du monde | Coupe du monde | Coupe du monde | Éliminatoires Coupe du monde | Éliminatoires Coupe du monde | Éliminatoires Coupe du monde | Éliminatoires Coupe du monde | Coupe Afrique des Nations | Coupe Afrique des Nations | Coupe Afrique des Nations | Coupe Afrique des Nations | Matchs amicaux | Matchs amicaux | Matchs amicaux | Matchs amicaux | Total | Total       | Total  | Total        |
| Nom             | MJ             | But inscrit    | Averti         | Carton rouge   | MJ                           | But inscrit                  | Averti                       | Carton rouge                 | MJ                        | But inscrit               | Averti                    | Carton rouge              | MJ             | But inscrit    | Averti         | Carton rouge   | MJ    | But inscrit | Averti | Carton rouge |
| --------------- | -------------- | -------------- | -------------- | -------------- | ---------------------------- | ---------------------------- | ---------------------------- | ---------------------------- | ------------------------- | ------------------------- | ------------------------- | ------------------------- | -------------- | -------------- | -------------- | -------------- | ----- | ----------- | ------ | ------------ |
| Mevlüt Erding   | -              | -              | -              | -              | 1                            | 1                            | 0                            | 0                            | -                         | -                         | -                         | -                         | 7              | 3              | 0              | 0              | 8     | 4           | 0      | 0            |
| Max Gradel      | 1              | 0              | 0              | 0              | 1                            | 0                            | 0                            | 0                            | 0                         | 0                         | 0                         | 0                         | 3              | 1              | 0              | 0              | 8     | 1           | 1      | 0            |
| Ismaël Diomandé | 1              | 0              | 0              | 0              | -                            | 0                            | 0                            | 0                            | -                         | 0                         | 0                         | 0                         | 2              | 0              | 0              | 0              | 3     | 0           | 0      | 0            |

## Affluence et télévision

### Affluence
Affluence de l'AS Saint-Étienne à domicile

## Équipe réserve
L'équipe réserve de l'ASSE sert de tremplin vers le groupe professionnel pour les jeunes du centre de formation ainsi que de recours pour les joueurs de retour de blessure ou en manque de temps de jeu. Elle est entraînée par Thierry Oleksiak.
Pour la saison 2013-2014, elle évolue dans le groupe D du championnat de France amateur, soit le quatrième niveau de la hiérarchie du football en France.
Elle termine 1re de son groupe et remonte en CFA pour la saison 2014-2015, 
Extrait du classement de CFA 2 2013-2014 (Groupe D)
| Rang | Équipe                | Pts | J  | G  | N | P | Bp | Bc | Diff |
| ---- | --------------------- | --- | -- | -- | - | - | -- | -- | ---- |
| 1    | AS Saint-Étienne rés. | 74  | 26 | 13 | 9 | 4 | 48 | 20 | +28  |
| 2    | Clermont rés.         | 74  | 26 | 13 | 9 | 4 | 46 | 27 | +19  |
| 3    | ASF Andrézieux        | 73  | 26 | 14 | 5 | 7 | 37 | 29 | +8   |
| 4    | Bourges               | 70  | 26 | 12 | 8 | 6 | 46 | 32 | +14  |
| 5    | Dijon FCO rés.        | 65  | 26 | 10 | 9 | 7 | 47 | 34 | +13  |